# Margaret Nevinson
Margaret Wynne Nevinson, nata Jones (Leicester, 11 gennaio 1858 – Londra, 8 giugno 1932), è stata una docente, attivista e suffragetta britannica, attivista per il suffragio femminile.
Fu una delle suffragette che si divisero dalla Women’s Social and Political Union (WSPU) nel 1907 per formare la Women's Freedom League (WFL). Ha scritto molti articoli per la rivista WFL, The Vote e ha anche scritto molti opuscoli di suffragio tra cui A History of the Suffrage Movement: 1908-1912, Ancient Suffragettes e The Spoilt Child and the Law. È stata anche la prima donna giudice di pace a Londra, oltre a servire come Custode della Legge sui Poveri.

## Primi anni di vita
La Nevinson nacque come Margaret Wynne Jones a Vicarage House, Lower Church Gate, Leicester, l'11 gennaio 1858, figlia del Revd Timothy Jones (1813-1873/4) e di sua moglie, Mary Louisa (1830-1888). Suo padre, vicario della chiesa di Santa Margherita, Leicester, era uno studioso classico che le insegnò latino e greco insieme ai suoi cinque fratelli. Sua madre aveva nozioni più tradizionali sulle attività appropriate per la sua unica figlia. Un breve e infelice periodo in una scuola conventuale anglicana di Oxford fu seguito dal completamento della scuola a Parigi.
La morte inaspettata di suo padre aumentò il desiderio di Margaret di vivere in modo indipendente. Ha provato a fare l'istitutrice, poi è andata a Colonia come allieva insegnante nella famiglia di un professore. All'inizio degli anni 1880 divenne un'insegnante di studi classici alla South Hampstead High School di Londra. Studiò anche per gli esami in educazione, tedesco e latino, diventando una delle 63 donne che ottennero il titolo e il diploma di Lady Literate in Arts nel 1882 presso l'Università di St Andrews. Tra il 1882 e il 1883 seguì un ulteriore corso di lezioni in inglese tenuto da Henry Morley all'University College di Londra.

## Il matrimonio
Il 18 aprile 1884 a Londra Margaret sposò il giornalista Henry Woodd Nevinson (1856-1941). Trascorsero un anno in Germania, Henry studiò all'Università di Jena mentre Margaret riprese a insegnare inglese. La loro figlia (Mary) Philippa, che divenne una musicista di talento, nacque in Germania. Dopo essere tornati a Londra, incoraggiati da Samuel e Henrietta Barnett, si trasferirono negli appartamenti degli operai a Whitechapel. Margaret teneva lezioni serali di francese a Toynbee Hall e aiutava con il St Jude's Girls' Club. Successivamente divenne esattore degli affitti nelle abitazioni degli artigiani.
Nel 1887 i Nevinson si trasferirono a Hampstead. Il loro figlio, nato nell'agosto 1889, era l'artista Christopher Richard Wynne Nevinson. La sua autobiografia descrive la sua crescita come parte dell'intellighenzia di Hampstead. Sua madre fu "sempre una pioniera", dai suoi capelli arruffati e l'odio per le tende di pizzo alla sua adesione all'arte moderna, alla visione europea e l'impegno per la giustizia sociale (C. R. W. Nevinson, 6).
Nel 1901 i Nevinson acquistarono una casa a Downside Crescent, Haverstock Hill, dove Margaret visse per il resto della sua vita. Ormai le vite di Margaret ed Henry correvano su binari separati, anche a causa del lavoro notturno del giornale di quest'ultimo. Henry divenne anche un corrispondente di guerra, quindi spesso era lontano per mesi. Il matrimonio ne soffrì anche se non si separarono mai formalmente.

## Occupazione e attivismo
Margaret è stata direttrice scolastica per 25 anni, inizialmente per la London School Board nell'East End, poi per il Consiglio della Contea di Londra (a nord di St Pancras).
Nel 1904 divenne tutrice della legge sui poveri di Hampstead, determinata a sradicare l'inefficienza e denunciare le anomalie, in particolare laddove colpivano le donne povere. Probabilmente il suo più grande contributo non fu tanto attraverso le riunioni settimanali a cui partecipava così regolarmente, quanto nel pubblicizzare i problemi della legge sui poveri. Lo fece attraverso discorsi a gruppi, articoli e storie per il suffragio femminile. Nel 1918 pubblicò ventisei racconti conosciuti come Workhouse Characters. Questi includevano una storia che in precedenza era stata trasformata in un'opera in un atto chiamata In the Workhouse. La legislazione specifica di genere che discriminava le donne sposate era sempre più al centro degli scritti di Margaret, sia attraverso opuscoli come The Legal Wrongs of Women (Women's Freedom League, 1923), sia attraverso le sue storie autobiografiche sottilmente camuffate, Fragments of Life (1922).
Come una delle prime apprendiste dei massaggi, Margaret curò i soldati belgi feriti durante la prima guerra mondiale. Sebbene si fosse rifiutata di parlare a nome di partiti o cause diverse dal suffragio prima di ottenere il voto, una volta affrancata sostenne il Partito Liberale. Tenne anche conferenze sulla Società delle Nazioni e divenne vicepresidente della Women’s Peace Crusade. Nel 1927 fu eletta nel comitato della Society of Women Journalists.
Il suo servizio pubblico più significativo nel dopoguerra fu, tuttavia, come pioniera della giustizia di pace femminile. Nominata dalla WFL, nel giugno 1920 divenne la prima donna a Londra a giudicare nelle piccole sessioni criminali. Con la sua esperienza e la sua confessata 'passione per la giustizia' e la "devozione alla logica" (M. W. Nevinson, 254), giocò ancora una volta un ruolo cruciale negli affari di Hampstead. Ha anche visitato gli Stati Uniti per studiare il sistema probatorio americano. Nel 1921 era una delle tre donne nominate nel comitato consultivo dei giudici della contea di Londra del Lord Cancelliere.

## In the Workhouse(1911)
Rappresentata nel 1911 al Kingsway Theatre, In the Workhouse fu una delle opere più controverse prodotte da Pioneer Players di Edy Craig come parte di un triplo cartellone con The First Actress di Chris St. John e Jack and Jill and A Friend di Cicely Hamilton (King’s Hall, 1911). Si tratta di una denuncia delle iniquità del Coverture Act, che decretava che una donna sposata non aveva un'esistenza giuridica separata da suo marito e quindi significava che se suo marito entrava o usciva da un ospizio lei e i suoi figli erano obbligati ad andare con lui.
Ambientato in un reparto di un ospizio, dove un gruppo di madri, sposate e non sposate, si prendono cura dei propri figli, l'opera mette in luce le contraddizioni di un sistema in cui Penelope, una rispettabile, sicura, madre di cinque figli e non sposata, è più libera della rispettabile signora Cleaver che ritorna da il suo appello al Consiglio dei Guardiani per annunciare che legalmente non ha il diritto di lasciare l'ospizio, anche se ha un lavoro dove andare e una casa a disposizione per sé e per i suoi figli.
Il dramma, con il suo rifiuto di condannare il vizio e la madre nubile, fu condannato per offensività o acclamato per la sua importanza. Il Pall Mall Gazette lo ha paragonato all'opera di Eugène Brieux "che invoca la riforma dipingendo un quadro terribile, e forse eccessivo, delle cose come sono... Tale è il potere dell'opuscolo drammatico, scritto e recitato sinceramente. Non c'è nulla che lo avvicini direttamente e con forza. Spazza via tutta la semplice bellezza nell'oblio."
Due anni dopo la produzione dell'opera, la legge fu modificata in larga misura a causa delle campagne di Margaret e di altre suffragette.
Lo spettacolo fu ripreso nel 1979 da Mrs Worthington's Daughters, una compagnia teatrale femminista, diretta da Julie Holledge in un doppio spettacolo con The Oracle (1752) di Susannah Cibber.

## Ruolo nel movimento per il suffragio
Margaret si unì a numerosi gruppi per il suffragio femminile, incluso il WSPU. Cristiana impegnata, era membro della Church League for Women's Suffrage, parlava per la Cymric Suffrage Union (suo padre, originario di Lampeter, era di lingua gallese) ed era tesoriere della Women Writers' Suffrage League. Il suo impegno principale è stato, tuttavia, per la Women's Freedom League (WFL). Fu un membro fondatore nel 1907, divenne tesoriera della filiale di Hampstead ed era ampiamente conosciuta come un'arguta oratrice con una buona scorta di storie. Spesso invocava temi classici e biblici per illustrare punti. Ha partecipato alla resistenza passiva come il picchetto per il suffragio fuori dal parlamento e il rifiuto di pagare le tasse. Margaret pubblicò anche opuscoli attraverso la Women's Freedom League, tra cui Ancient Suffragettes (1911) e Five Year's Struggle for Freedom: a History of the Suffrage Movement (1908-1912).
Anche il marito di Margaret fu attivo nel movimento per il suffragio, diventando uno dei fondatori del Men's Political Union for Women's Enfranchisement per il quale scrisse almeno uno schizzo drammatico.

## Ultimi anni e morte
L'autobiografia di Margaret fu pubblicata nel 1926. I suoi ultimi anni furono solitari, afflitti dalla depressione. Morì di insufficienza renale nella sua casa di Hampstead, 4 Downside Crescent, l'8 giugno 1932. Fu sepolta l'11 giugno nella chiesa di Santo Stefano, Rosslyn Hill, Londra.
Dopo la morte di Margaret, suo marito si risposò con la sua cara amica ed eminente suffragista, Evelyn Sharp.